# Mahmut Ataman
Mahmut Ataman (* 1969 in Samsun) ist ein deutsch-türkischer Basketballtrainer.

## Laufbahn
Ataman wurde im türkischen Samsun geboren und kam 1973 nach Deutschland, er wuchs in Hannover im Stadtteil Linden auf. Seine Basketball-Trainerkarriere begann beim TK Hannover, bei dem er Jugendmannschaften sowie die 1. Herrenmannschaft in der Oberliga betreute. Anschließend hatte er beim CVJM Hannover das Amt des Trainers der Regionalliga-Herrenmannschaft inne.
Ab 2001 war Ataman Cheftrainer der Damenmannschaft der BG 74 Göttingen in der 2. Bundesliga und führte sie 2003 zum Aufstieg in die Damen-Basketball-Bundesliga. Er betreute die „Veilchen“ bis 2007 in der ersten Liga, ehe die Mannschaft aus finanziellen Gründen in die Regionalliga zurückgezogen wurde.
Zur Saison 2008/09 übernahm Ataman den Trainerposten bei den Herzögen Wolfenbüttel in der 2. Bundesliga ProB. Mitte November 2008 sprang er zusätzlich dazu kurzzeitig als Trainer des Damen-Bundesligisten Wolfenbüttel Wildcats ein, nachdem deren Trainer Halil Coskun zurückgetreten war. Die Herzöge führte er in diesem Spieljahr zur Vizemeisterschaft in der damals noch bundesweit ausgetragenen ProB. Vom Internetdienst eurobasket.com wurde er daraufhin zum ProB-Trainer des Jahres gekürt.
2009 wechselte er von Wolfenbüttel zum UBC Hannover (dessen Gründungsmitglied er 2002 war) in die 2. Bundesliga ProA. Im Dezember 2010 kam es zur Trennung. Im September 2012 wurde Ataman Trainer der Herren der BG 74 Göttingen in der 2. Regionalliga und hatte dieses Amt bis 2014 inne. Beim SC Weende Göttingen übernahm er die Leitung der Basketballabteilung.